# Olympische Sommerspiele 2016/Rugby
Bei den XXXI. Olympischen Sommerspielen 2016 in Rio de Janeiro fanden zwei Wettbewerbe im Siebener-Rugby statt. Diese umfassten jeweils ein Turnier für Frauen sowie für Männer. Insgesamt zwölf Mannschaften hatten sich pro Wettbewerb qualifiziert. Austragungsort war das Deodoro-Stadion.

## Modus
Die zwölf Mannschaften je Wettbewerb waren in drei Gruppen gelost worden. Die Gruppenersten und -zweiten qualifizierten sich im Round-Robin-Modus für das Viertelfinale, ebenso die beiden besten Gruppendritten. Diese ermittelten im K.-o.-System den Olympiasieger und die Medaillengewinner. Alle Plätze wurden ausgespielt.

## Turnier der Männer

### Vorrunde

#### Gruppe A
| Pl. | Team               | S | U | N | Ergb. | Diff. | Pkt. |
| --- | ------------------ | - | - | - | ----- | ----- | ---- |
| 1.  | Fidschi            | 3 | 0 | 0 | 85:45 | +40   | 9    |
| 2.  | Argentinien        | 2 | 0 | 1 | 62:35 | +27   | 7    |
| 3.  | Vereinigte Staaten | 1 | 0 | 2 | 59:41 | +18   | 5    |
| 4.  | Brasilien          | 0 | 0 | 3 | 12:97 | −85   | 3    |

| 9. August 2016 13:00 | Vereinigte Staaten                                                        | 14 : 17 | Argentinien                                                                         | Deodoro, Rio de Janeiro Schiedsrichter: Craig Joubert (Südafrika) |
| 9. August 2016 13:00 | Versuche: Strafversuch 11′ erh. Barrett 13′ erh. Erhöhungen: Hughes (2/2) | Bericht | Versuche: Müller 4′ erh. Luna 9′ n. erh. Moroni 14′ n. erh. Erhöhungen: Revol (1/3) | Deodoro, Rio de Janeiro Schiedsrichter: Craig Joubert (Südafrika) |

| 9. August 2016 13:30 | Fidschi | 40 : 12 | Brasilien                                                                           | Deodoro, Rio de Janeiro Schiedsrichter: Federico Anselmi (Argentinien) |
| 9. August 2016 13:30 | Versuche: Veremalua 6′ erh. Kolinisau 8′ erh. Tuisova 10′ n. erh. Viriviri 11′ erh. Veremalua 12′ erh. Tuisova 13′ erh. Erhöhungen: Kolinisau (1/1) Ravouvou (4/5) | Bericht | Versuche: Claro 4′ n. erh. Albuquerque 14′ erh. Erhöhungen: Duque (0/1) Silva (1/1) | Deodoro, Rio de Janeiro Schiedsrichter: Federico Anselmi (Argentinien) |

| 9. August 2016 18:00 | Vereinigte Staaten                                                                             | 26 : 0  | Brasilien | Deodoro, Rio de Janeiro Schiedsrichter: Matthew O’Brien (Australien) |
| 9. August 2016 18:00 | Versuche: Niua 4′ erh. Ebner 7′ erh. Isles 14′ n. erh. Unufe 14′ erh. Erhöhungen: Hughes (3/4) | Bericht |           | Deodoro, Rio de Janeiro Schiedsrichter: Matthew O’Brien (Australien) |

| 9. August 2016 18:30 | Fidschi                                                                                              | 21 : 14 | Argentinien                                                      | Deodoro, Rio de Janeiro Schiedsrichter: Rasta Rasivhenge (Südafrika) |
| 9. August 2016 18:30 | Versuche: Tuisova 3′ erh. Taliga 11′ erh. Taliga 13′ erh. Erhöhungen: Ravouvou (1/1) Kolinisau (2/2) | Bericht | Versuche: Sabato 5′ erh. Alvarez 9′ erh. Erhöhungen: Revol (2/2) | Deodoro, Rio de Janeiro Schiedsrichter: Rasta Rasivhenge (Südafrika) |

| 10. August 2016 13:00 | Argentinien | 31 : 0  | Brasilien | Deodoro, Rio de Janeiro Schiedsrichter: Mike Adamson (Schottland) |
| 10. August 2016 13:00 | Versuche: Müller 5′ n. erh. Revol 7′ erh. Alvarez 7′ erh. Schulz 11′ erh. Bruzzone 13′ n. erh. Erhöhungen: Revol (3/5) | Bericht |           | Deodoro, Rio de Janeiro Schiedsrichter: Mike Adamson (Schottland) |

| 10. August 2016 13:30 | Fidschi | 24 : 19 | Vereinigte Staaten                                                                 | Deodoro, Rio de Janeiro Schiedsrichter: Richard Kelly (Neuseeland) |
| 10. August 2016 13:30 | Versuche: Kolinisau 7′ erh. Ravouvou 7′ n. erh. Mata 10′ erh. Kunatani 12′ n. erh. Erhöhungen: Kolinisau (2/3) Ravouvou (0/1) | Bericht | Versuche: Barrett 5′ erh. Baker 8′ erh. Ebner 13′ n. erh. Erhöhungen: Hughes (2/3) | Deodoro, Rio de Janeiro Schiedsrichter: Richard Kelly (Neuseeland) |

#### Gruppe B
| Pl. | Team       | S | U | N | Ergb. | Diff. | Pkt. |
| --- | ---------- | - | - | - | ----- | ----- | ---- |
| 1.  | Südafrika  | 2 | 0 | 1 | 55:12 | +43   | 7    |
| 2.  | Frankreich | 2 | 0 | 1 | 57:45 | +12   | 7    |
| 3.  | Australien | 2 | 0 | 1 | 52:48 | +04   | 7    |
| 4.  | Spanien    | 0 | 0 | 3 | 17:76 | −59   | 3    |

| 9. August 2016 11:00 | Australien                                                      | 14 : 31 | Frankreich | Deodoro, Rio de Janeiro Schiedsrichter: Michael Adamson (Schottland) |
| 9. August 2016 11:00 | Versuche: Parahi 8′ erh. Jenkins 10′ Erhöhungen: Stannard (2/2) | Bericht | Versuche: Bouhraoua 5′ erh. Bouhraoua 7′ erh. Dall Igna 13′ erh. Bouhraoua 14′ erh. Erhöhungen: Bouhraoua (3/3) Inigo (1/1) Straftritte: Bouhraoua 7′ | Deodoro, Rio de Janeiro Schiedsrichter: Michael Adamson (Schottland) |

| 9. August 2016 11:30 | Südafrika                                                                                              | 24 : 0  | Spanien | Deodoro, Rio de Janeiro Schiedsrichter: Nick Bryant (Neuseeland) |
| 9. August 2016 11:30 | Versuche: Afrika 2′ erh. Afrika 7′ erh. Senatla 8′ n. erh. Snyman 12′ n. erh. Erhöhungen: Afrika (2/4) | Bericht |         | Deodoro, Rio de Janeiro Schiedsrichter: Nick Bryant (Neuseeland) |

| 9. August 2016 16:00 | Australien                                                                                        | 26 : 12 | Spanien                                                              | Deodoro, Rio de Janeiro Schiedsrichter: Rasta Rasivhenge (Südafrika) |
| 9. August 2016 16:00 | Versuche: Clark 1′ erh. Parahi 7′ erh. Porch 9′ n. erh. Foley 14′ erh. Erhöhungen: Stannard (3/4) | Bericht | Versuche: Poggi 3′ n. erh. Poggi 5′ erh. Erhöhungen: Hernandez (1/2) | Deodoro, Rio de Janeiro Schiedsrichter: Rasta Rasivhenge (Südafrika) |

| 9. August 2016 16:30 | Südafrika                                                                                      | 26 : 0  | Frankreich | Deodoro, Rio de Janeiro Schiedsrichter: Richard Kelly (Neuseeland) |
| 9. August 2016 16:30 | Versuche: Geduld 1′ erh. Smith 4′ erh. Brown 7′ n. erh. Sage 13′ erh. Erhöhungen: Afrika (3/4) | Bericht |            | Deodoro, Rio de Janeiro Schiedsrichter: Richard Kelly (Neuseeland) |

| 10. August 2016 11:00 | Frankreich                                                                                                | 26 : 5  | Spanien                                                    | Deodoro, Rio de Janeiro Schiedsrichter: Anthony Moyes (Australien) |
| 10. August 2016 11:00 | Versuche: Vakatawa 4′ erh. Vakatawa 8′ n. erh. Cler 11′ erh. Aicardi 12′ erh. Erhöhungen: Bouhraoua (3/4) | Bericht | Versuche: Sempere 14′ n. erh. Erhöhungen: Conversion (0/1) | Deodoro, Rio de Janeiro Schiedsrichter: Anthony Moyes (Australien) |

| 10. August 2016 11:30 | Südafrika                                             | 5 : 12  | Australien                                                            | Deodoro, Rio de Janeiro Schiedsrichter: Alexandre Ruiz (Frankreich) |
| 10. August 2016 11:30 | Versuche: Senatla 11′ n. erh. Erhöhungen: Kolbe (0/1) | Bericht | Versuche: Parahi 4′ erh. Cusack 6′ n. erh. Erhöhungen: Stannard (1/2) | Deodoro, Rio de Janeiro Schiedsrichter: Alexandre Ruiz (Frankreich) |

#### Gruppe C
| Pl. | Team           | S | U | N | Ergb. | Diff. | Pkt. |
| --- | -------------- | - | - | - | ----- | ----- | ---- |
| 1.  | Großbritannien | 3 | 0 | 0 | 73:45 | +28   | 9    |
| 2.  | Japan          | 2 | 0 | 1 | 64:40 | +24   | 7    |
| 3.  | Neuseeland     | 1 | 0 | 2 | 59:40 | +19   | 5    |
| 4.  | Kenia          | 0 | 0 | 3 | 19:90 | −71   | 3    |

| 9. August 2016 12:00 | Großbritannien | 31 : 7  | Kenia                                              | Deodoro, Rio de Janeiro Schiedsrichter: Alexandre Ruiz (Frankreich) |
| 9. August 2016 12:00 | Versuche: Norton 2′ n. erh. Burgess 5′ erh. Bibby 6′ n. erh. Bennett 7′ erh. Bibby 13′ erh. Erhöhungen: Mitchell (3/4) Bibby (0/1) | Bericht | Versuche: Odhiambo 9′ erh. Erhöhungen: Adema (1/1) | Deodoro, Rio de Janeiro Schiedsrichter: Alexandre Ruiz (Frankreich) |

| 9. August 2016 12:30 | Neuseeland                                                       | 12 : 14 | Japan                                                                        | Deodoro, Rio de Janeiro Schiedsrichter: Marius van der Westhuizen (Südafrika) |
| 9. August 2016 12:30 | Versuche: Curry 6′ erh. Ioane 10′ n. erh. Erhöhungen: Kaka (1/2) | Bericht | Versuche: Goto 4′ erh. Soejima 13′ erh. Erhöhungen: Lemeki (1/1) Sakai (1/1) | Deodoro, Rio de Janeiro Schiedsrichter: Marius van der Westhuizen (Südafrika) |

| 9. August 2016 17:00 | Großbritannien                                                                       | 21 : 19 | Japan                                                                                         | Deodoro, Rio de Janeiro Schiedsrichter: Nick Briant (Neuseeland) |
| 9. August 2016 17:00 | Versuche: Rodwell 2′ erh. Rodwell 3′ erh. Watson 14′ erh. Erhöhungen: Mitchell (3/3) | Bericht | Versuche: Lemeki 7′ erh. Sakai 12′ erh. Lemeki 14′ n. erh. Erhöhungen: Goya (1/1) Sakai (1/2) | Deodoro, Rio de Janeiro Schiedsrichter: Nick Briant (Neuseeland) |

| 9. August 2016 17:30 | Neuseeland                                                                                                   | 28 : 5  | Kenia                                               | Deodoro, Rio de Janeiro Schiedsrichter: Federico Anselmi (Argentinien) |
| 9. August 2016 17:30 | Versuche: Strafversuch 4′ erh. Ioane 5′ erh. Pulu 11′ erh. Ormond 14′ erh. Erhöhungen: Pulu (3/3) Kaka (1/1) | Bericht | Versuche: Injera 1′ n. erh. Erhöhungen: Adema (0/1) | Deodoro, Rio de Janeiro Schiedsrichter: Federico Anselmi (Argentinien) |

| 10. August 2016 12:00 | Kenia                                             | 7 : 31  | Japan | Deodoro, Rio de Janeiro Schiedsrichter: Matthew O’Brien (Australien) |
| 10. August 2016 12:00 | Versuche: Injera 4′ erh. Erhöhungen: Oliech (1/1) | Bericht | Versuche: Hano 2′ erh. Lemeki 7′ erh. Goya 9′ n. erh. Strafversuch 11′ erh. Lemeki 14′ n. erh. Erhöhungen: Goya (3/5) | Deodoro, Rio de Janeiro Schiedsrichter: Matthew O’Brien (Australien) |

| 10. August 2016 12:30 | Neuseeland                                                                       | 19 : 21 | Großbritannien                                                                     | Deodoro, Rio de Janeiro Schiedsrichter: Craig Joubert (Südafrika) |
| 10. August 2016 12:30 | Versuche: Ioane 10′ n. erh. Ware 11′ erh. Ormond 13′ erh. Erhöhungen: Kaka (2/3) | Bericht | Versuche: Bennett 3′ erh. Davies 6′ erh. Norton 7′ erh. Erhöhungen: Mitchell (3/3) | Deodoro, Rio de Janeiro Schiedsrichter: Craig Joubert (Südafrika) |

### K.-o.-Runde

#### Spiele um Platz 9 bis 12
| 10. August 2016 16:00 | Vereinigte Staaten                                                                                  | 24 : 12 | Brasilien                                                            | Deodoro, Rio de Janeiro Schiedsrichter: Ben Crouse (Südafrika) |
| 10. August 2016 16:00 | Versuche: Isles 5′ n. erh. Barrett 6′ erh. Isles 7′ n. erh. Isles 10′ erh. Erhöhungen: Hughes (2/4) | Bericht | Versuche: Sancery 3′ n. erh. Couhet 12′ erh. Erhöhungen: Duque (1/2) | Deodoro, Rio de Janeiro Schiedsrichter: Ben Crouse (Südafrika) |

| 10. August 2016 16:30 | Spanien                                                           | 14 : 12 | Kenia                                                                              | Deodoro, Rio de Janeiro Schiedsrichter: Taku Otsuki (Japan) |
| 10. August 2016 16:30 | Versuche: Poggi 7′ erh. Poggi 9′ erh. Erhöhungen: Hernandez (2/2) | Bericht | Versuche: Amonde 4′ n. erh. Odhiambo 12′ erh. Erhöhungen: Adema (0/1) Oliech (1/1) | Deodoro, Rio de Janeiro Schiedsrichter: Taku Otsuki (Japan) |

#### Spiel um Platz 11
| 11. August 2016 12:30 | Brasilien | 0 : 24  | Kenia | Deodoro, Rio de Janeiro Schiedsrichter: Alexandre Ruiz (Frankreich) |
| 11. August 2016 12:30 |           | Bericht | Versuche: Odhiambo 1′ n. erh. Odhiambo 7′ erh. Ambaka 9′ n. erh. Odhiambo 11′ erh. Erhöhungen: Oliech (1/2) Injera (0/1) Adema (1/1) | Deodoro, Rio de Janeiro Schiedsrichter: Alexandre Ruiz (Frankreich) |

#### Spiel um Platz 9
| 11. August 2016 13:00 | Vereinigte Staaten                                                                                               | 24 : 12 | Spanien                                                                            | Deodoro, Rio de Janeiro Schiedsrichter: Rasta Rasivhenge (Südafrika) |
| 11. August 2016 13:00 | Versuche: Barrett 4′ erh. Isles 7′ n. erh. Unufe 12′ erh. Isles 14′ n. erh. Erhöhungen: Hughes (1/2) Wyles (1/2) | Bericht | Versuche: Fontes 2′ n. erh. Lopez 10′ erh. Erhöhungen: Genua (0/1) Hernandez (1/1) | Deodoro, Rio de Janeiro Schiedsrichter: Rasta Rasivhenge (Südafrika) |

#### Viertelfinale
| 10. August 2016 17:00 | Fidschi                                                                                 | 12 : 7  | Neuseeland                                    | Deodoro, Rio de Janeiro Schiedsrichter: Rasta Rasivhenge (Südafrika) |
| 10. August 2016 17:00 | Versuche: Kolinisau 2′ n. erh. Tuwai 9′ erh. Erhöhungen: Ravouvou (0/1) Kolinisau (1/1) | Bericht | Versuche: Kaka 7′ erh. Erhöhungen: Pulu (1/1) | Deodoro, Rio de Janeiro Schiedsrichter: Rasta Rasivhenge (Südafrika) |

| 10. August 2016 17:30 | Japan                                                             | 12 : 7  | Frankreich                                         | Deodoro, Rio de Janeiro Schiedsrichter: Richard Kelly (Neuseeland) |
| 10. August 2016 17:30 | Versuche: Tuqiri 8′ n. erh. Goto 14′ erh. Erhöhungen: Sakai (1/2) | Bericht | Versuche: Cler 4′ erh. Erhöhungen: Bouhraoua (1/1) | Deodoro, Rio de Janeiro Schiedsrichter: Richard Kelly (Neuseeland) |

| 10. August 2016 18:00 | Großbritannien                                  | 5 : 0 n. V. | Argentinien              | Deodoro, Rio de Janeiro Schiedsrichter: Alexandre Ruiz (Frankreich) |
| 10. August 2016 18:00 | Versuche: Bibby 19′ Straftritte: Mitchell (0/1) | Bericht     | Straftritte: Revol (0/1) | Deodoro, Rio de Janeiro Schiedsrichter: Alexandre Ruiz (Frankreich) |

| 10. August 2016 18:30 | Südafrika | 22 : 5  | Australien                                          | Deodoro, Rio de Janeiro Schiedsrichter: Mike Adamson (Schottland) |
| 10. August 2016 18:30 | Versuche: Speckman 3′ n. erh. Senatla 6′ n. erh. Brown 11′ erh. Senatla 13′ n. erh. Erhöhungen: Afrika (1/4) | Bericht | Versuche: Cusack 7′ n. erh. Erhöhungen: Clark (0/1) | Deodoro, Rio de Janeiro Schiedsrichter: Mike Adamson (Schottland) |

#### Spiele um Platz 5 bis 8
| 11. August 2016 13:30 | Neuseeland                                                                                     | 24 : 19 | Frankreich                                                                            | Deodoro, Rio de Janeiro Schiedsrichter: Federico Anselmi (Argentinien) |
| 11. August 2016 13:30 | Versuche: Ware 2′ n. erh. Ioane 8′ n. erh. Ioane 10′ erh. Ware 13′ erh. Erhöhungen: Kaka (2/4) | Bericht | Versuche: Parez 4′ erh. Parez 7′ n. erh. Valleau 14′ erh. Erhöhungen: Bouhraoua (2/3) | Deodoro, Rio de Janeiro Schiedsrichter: Federico Anselmi (Argentinien) |

| 11. August 2016 14:00 | Argentinien                                                                                       | 26 : 21 | Australien                                                                       | Deodoro, Rio de Janeiro Schiedsrichter: Marius van der Westhuizen (Südafrika) |
| 11. August 2016 14:00 | Versuche: Revol 7′ n. erh. Revol 10′ erh. Moroni 12′ erh. Moroni 14′ erh. Erhöhungen: Revol (3/4) | Bericht | Versuche: Cusack 1′ erh. Cusack 3′ erh. Foley 6′ erh. Erhöhungen: Stannard (3/3) | Deodoro, Rio de Janeiro Schiedsrichter: Marius van der Westhuizen (Südafrika) |

#### Spiel um Platz 7
| 11. August 2016 17:30 | Frankreich                                                                  | 12 : 10 | Australien                                                                    | Deodoro, Rio de Janeiro Schiedsrichter: Nick Briant (Neuseeland) |
| 11. August 2016 17:30 | Versuche: Bouhraoua 6′ n. erh. Candelon 8′ erh. Erhöhungen: Bouhraoua (1/2) | Bericht | Versuche: Hutchison 1′ n. erh. Jenkins 14′ n. erh. Erhöhungen: Stannard (0/2) | Deodoro, Rio de Janeiro Schiedsrichter: Nick Briant (Neuseeland) |

#### Spiel um Platz 5
| 11. August 2016 18:00 | Neuseeland                                                                                       | 17 : 14 | Argentinien                                                       | Deodoro, Rio de Janeiro Schiedsrichter: Craig Joubert (Südafrika) |
| 11. August 2016 18:00 | Versuche: Ioane 6′ n. erh. Mikkelson 9′ n. erh. Ioane 12′ erh. Erhöhungen: Pulu (0/2) Kaka (1/1) | Bericht | Versuche: Imhoff 14′ erh. Moroni 14′ erh. Erhöhungen: Revol (2/2) | Deodoro, Rio de Janeiro Schiedsrichter: Craig Joubert (Südafrika) |

#### Halbfinale
| 11. August 2016 14:30 | Fidschi | 20 : 5  | Japan                                              | Deodoro, Rio de Janeiro Schiedsrichter: Mike Adamson (Schottland) |
| 11. August 2016 14:30 | Versuche: Ravouvou 2′ n. erh. Tuisova 6′ n. erh. Kunatani 8′ n. erh. Tuwai 11′ n. erh. Erhöhungen: Ravouvou (0/3) Kolinisau (0/1) | Bericht | Versuche: Goto 4′ n. erh. Erhöhungen: Lemeki (0/1) | Deodoro, Rio de Janeiro Schiedsrichter: Mike Adamson (Schottland) |

| 11. August 2016 15:00 | Großbritannien                                      | 7 : 5   | Südafrika                                           | Deodoro, Rio de Janeiro Schiedsrichter: Richard Kelly (Neuseeland) |
| 11. August 2016 15:00 | Versuche: Norton 8′ erh. Erhöhungen: Mitchell (1/1) | Bericht | Versuche: Brown 2′ n. erh. Erhöhungen: Afrika (0/1) | Deodoro, Rio de Janeiro Schiedsrichter: Richard Kelly (Neuseeland) |

#### Spiel um Platz 3
| 11. August 2016 18:30 | Japan                                                           | 14 : 54 | Südafrika | Deodoro, Rio de Janeiro Schiedsrichter: Alexandre Ruiz (Frankreich) |
| 11. August 2016 18:30 | Versuche: Kuwazuru 9′ erh. Goya 11′ erh. Erhöhungen: Goya (2/2) | Bericht | Versuche: De Jongh 1′ erh. Speckman 4′ erh. Speckman 10′ erh. Afrika 13′ erh. Afrika 15′ erh. Geduld 18′ n. erh. Speckman 19′ erh. Kolbe 20′ erh. Erhöhungen: Afrika (5/6) Geduld (2/2) | Deodoro, Rio de Janeiro Schiedsrichter: Alexandre Ruiz (Frankreich) |

#### Finale
| 11. August 2016 19:00 | Fidschi | 43 : 7  | Großbritannien                                     | Deodoro, Rio de Janeiro Schiedsrichter: Rasta Rasivhenge (Südafrika) |
| 11. August 2016 19:00 | Versuche: Kolinisau 1′ n. erh. Tuwai 4′ erh. Veremalua 7′ n. erh. Nakarawa 8′ n. erh. Ravouvou 10′ erh. Tuisova 14′ erh. Mata 20′ erh. Erhöhungen: Ravouvou (1/2) Kolinisau (2/4) Taliga (1/1) | Bericht | Versuche: Norton 16′ erh. Erhöhungen: Watson (1/1) | Deodoro, Rio de Janeiro Schiedsrichter: Rasta Rasivhenge (Südafrika) |

### Abschlussplatzierungen
| Rang | Team               |
| ---- | ------------------ |
|      | Fidschi            |
|      | Großbritannien     |
|      | Südafrika          |
| 4    | Japan              |
| 5    | Neuseeland         |
| 6    | Argentinien        |
| 7    | Frankreich         |
| 8    | Australien         |
| 9    | Vereinigte Staaten |
| 10   | Spanien            |
| 11   | Kenia              |
| 12   | Brasilien          |

### Medaillengewinner
| Olympiasieger Fidschi | Apisai Domolailai, Osea Kolinisau, Semi Kunatani, Viliame Mata, Leone Nakarawa, Samisoni Nasagavesi, Vatemo Ravouvou, Savenaca Rawaca, Kitione Taliga, Josua Tuisova, Jerry Tuwai, Jasa Veremalua |
| Silber Großbritannien | Sam Cross, Mark Bennett, Dan Bibby, Phil Burgess, James Davies, Ollie Lindsay-Hague, Ruaridh McConnochie, Tom Mitchell, Dan Norton, Mark Robertson, James Rodwell, Marcus Watson                  |
| Bronze Südafrika      | Cecil Afrika, Tim Agaba, Kyle Brown, Juan de Jongh, Justin Geduld, Werner Kok, Cheslin Kolbe, Dylan Sage, Seabelo Senatla, Kwagga Smith, Philip Snyman, Rosko Specman                             |

## Turnier der Frauen

### Vorrunde

#### Gruppe A
| Pl. | Team               | S | U | N | Ergb.   | Diff. | Pkt. |
| --- | ------------------ | - | - | - | ------- | ----- | ---- |
| 1.  | Australien         | 2 | 1 | 0 | 101:012 | +089  | 8    |
| 2.  | Fidschi            | 2 | 0 | 1 | 048:043 | +005  | 7    |
| 3.  | Vereinigte Staaten | 1 | 1 | 1 | 067:024 | +043  | 6    |
| 4.  | Kolumbien          | 0 | 0 | 3 | 000:137 | −137  | 3    |

| 6. August 2016 13:00 | Vereinigte Staaten | 7 : 12 | Fidschi | Deodoro, Rio de Janeiro Schiedsrichter: Rasta Rasivhenge (Südafrika) |
| 6. August 2016 13:00 | Bericht            |        |         | Deodoro, Rio de Janeiro Schiedsrichter: Rasta Rasivhenge (Südafrika) |

| 6. August 2016 13:30 | Australien | 53 : 0 | Kolumbien | Deodoro, Rio de Janeiro Schiedsrichter: Jess Beard (Neuseeland) |
| 6. August 2016 13:30 | Bericht    |        |           | Deodoro, Rio de Janeiro Schiedsrichter: Jess Beard (Neuseeland) |

| 6. August 2016 18:00 | Vereinigte Staaten | 48 : 0 | Kolumbien | Deodoro, Rio de Janeiro Schiedsrichter: Beatrice Benvenuti (Italien) |
| 6. August 2016 18:00 | Bericht            |        |           | Deodoro, Rio de Janeiro Schiedsrichter: Beatrice Benvenuti (Italien) |

| 6. August 2016 18:30 | Australien | 36 : 0 | Fidschi | Deodoro, Rio de Janeiro Schiedsrichter: Sara Cox (England) |
| 6. August 2016 18:30 | Bericht    |        |         | Deodoro, Rio de Janeiro Schiedsrichter: Sara Cox (England) |

| 7. August 2016 13:00 | Fidschi | 36 : 0 | Kolumbien | Deodoro, Rio de Janeiro Schiedsrichter: Rose Labreche (Kanada) |
| 7. August 2016 13:00 | Bericht |        |           | Deodoro, Rio de Janeiro Schiedsrichter: Rose Labreche (Kanada) |

| 7. August 2016 13:30 | Australien | 12 : 12 | Vereinigte Staaten | Deodoro, Rio de Janeiro Schiedsrichter: Alhambra Nievas (Spanien) |
| 7. August 2016 13:30 | Bericht    |         |                    | Deodoro, Rio de Janeiro Schiedsrichter: Alhambra Nievas (Spanien) |

#### Gruppe B
| Pl. | Team       | S | U | N | Ergb.   | Diff. | Pkt. |
| --- | ---------- | - | - | - | ------- | ----- | ---- |
| 1.  | Neuseeland | 3 | 0 | 0 | 109:012 | +97   | 9    |
| 2.  | Frankreich | 2 | 0 | 1 | 071:040 | +31   | 7    |
| 3.  | Spanien    | 1 | 0 | 2 | 031:065 | −34   | 5    |
| 4.  | Kenia      | 0 | 0 | 3 | 017:111 | −94   | 3    |

| 6. August 2016 11:00 | Frankreich | 24 : 7 | Spanien | Deodoro, Rio de Janeiro Schiedsrichter: Amy Perrett (Australien) |
| 6. August 2016 11:00 | Bericht    |        |         | Deodoro, Rio de Janeiro Schiedsrichter: Amy Perrett (Australien) |

| 6. August 2016 11:30 | Neuseeland | 52 : 0 | Kenia | Deodoro, Rio de Janeiro Schiedsrichter: Sara Cox (England) |
| 6. August 2016 11:30 | Bericht    |        |       | Deodoro, Rio de Janeiro Schiedsrichter: Sara Cox (England) |

| 6. August 2016 16:00 | Frankreich | 40 : 7 | Kenia | Deodoro, Rio de Janeiro Schiedsrichter: Alhambra Nievas (Spanien) |
| 6. August 2016 16:00 | Bericht    |        |       | Deodoro, Rio de Janeiro Schiedsrichter: Alhambra Nievas (Spanien) |

| 6. August 2016 16:30 | Neuseeland | 31 : 5 | Spanien | Deodoro, Rio de Janeiro Schiedsrichter: Gabriel Lee (Hongkong) |
| 6. August 2016 16:30 | Bericht    |        |         | Deodoro, Rio de Janeiro Schiedsrichter: Gabriel Lee (Hongkong) |

| 7. August 2016 11:00 | Spanien | 19 : 10 | Kenia | Deodoro, Rio de Janeiro Schiedsrichter: James Bolabiu (Fidschi) |
| 7. August 2016 11:00 | Bericht |         |       | Deodoro, Rio de Janeiro Schiedsrichter: James Bolabiu (Fidschi) |

| 7. August 2016 11:30 | Neuseeland | 26 : 7 | Frankreich | Deodoro, Rio de Janeiro Schiedsrichter: Rasta Rasivhenge (Südafrika) |
| 7. August 2016 11:30 | Bericht    |        |            | Deodoro, Rio de Janeiro Schiedsrichter: Rasta Rasivhenge (Südafrika) |

#### Gruppe C
| Pl. | Team           | S | U | N | Ergb.  | Diff. | Pkt. |
| --- | -------------- | - | - | - | ------ | ----- | ---- |
| 1.  | Großbritannien | 3 | 0 | 0 | 91:003 | +088  | 9    |
| 2.  | Kanada         | 2 | 0 | 1 | 83:022 | +061  | 7    |
| 3.  | Brasilien      | 1 | 0 | 2 | 29:077 | −048  | 5    |
| 4.  | Japan          | 0 | 0 | 3 | 10:111 | −101  | 3    |

| 6. August 2016 12:00 | Großbritannien | 29 : 3 | Brasilien | Deodoro, Rio de Janeiro Schiedsrichter: Alhambra Nievas (Spanien) |
| 6. August 2016 12:00 | Bericht        |        |           | Deodoro, Rio de Janeiro Schiedsrichter: Alhambra Nievas (Spanien) |

| 6. August 2016 12:30 | Kanada  | 45 : 0 | Japan | Deodoro, Rio de Janeiro Schiedsrichter: James Bolabiu (Fidschi) |
| 6. August 2016 12:30 | Bericht |        |       | Deodoro, Rio de Janeiro Schiedsrichter: James Bolabiu (Fidschi) |

| 6. August 2016 17:00 | Großbritannien | 40 : 0 | Japan | Deodoro, Rio de Janeiro Schiedsrichter: Rasta Rasivhenge (Südafrika) |
| 6. August 2016 17:00 | Bericht        |        |       | Deodoro, Rio de Janeiro Schiedsrichter: Rasta Rasivhenge (Südafrika) |

| 6. August 2016 17:30 | Kanada  | 38 : 0 | Brasilien | Deodoro, Rio de Janeiro Schiedsrichter: Amy Perrett (Australien) |
| 6. August 2016 17:30 | Bericht |        |           | Deodoro, Rio de Janeiro Schiedsrichter: Amy Perrett (Australien) |

| 7. August 2016 12:00 | Brasilien | 26 : 10 | Japan | Deodoro, Rio de Janeiro Schiedsrichter: Gabriel Lee (Hongkong) |
| 7. August 2016 12:00 | Bericht   |         |       | Deodoro, Rio de Janeiro Schiedsrichter: Gabriel Lee (Hongkong) |

| 7. August 2016 12:30 | Kanada  | 0 : 22 | Großbritannien | Deodoro, Rio de Janeiro Schiedsrichter: Jess Beard (Neuseeland) |
| 7. August 2016 12:30 | Bericht |        |                | Deodoro, Rio de Janeiro Schiedsrichter: Jess Beard (Neuseeland) |

### K.-o.-Runde

#### Spiele um Platz 9 bis 12
| 7. August 2016 16:00 | Brasilien | 24 : 0 | Kolumbien | Deodoro, Rio de Janeiro Schiedsrichter: Sakurako Kawasaki (Japan) |
| 7. August 2016 16:00 | Bericht   |        |           | Deodoro, Rio de Janeiro Schiedsrichter: Sakurako Kawasaki (Japan) |

| 7. August 2016 16:30 | Kenia   | 0 : 24 | Japan | Deodoro, Rio de Janeiro Schiedsrichter: Aimee Barrett (Südafrika) |
| 7. August 2016 16:30 | Bericht |        |       | Deodoro, Rio de Janeiro Schiedsrichter: Aimee Barrett (Südafrika) |

#### Spiel um Platz 11
| 8. August 2016 12:30 | Kolumbien | 10 : 22 | Kenia | Deodoro, Rio de Janeiro Schiedsrichter: Rose Labreche (Kanada) |
| 8. August 2016 12:30 | Bericht   |         |       | Deodoro, Rio de Janeiro Schiedsrichter: Rose Labreche (Kanada) |

#### Spiel um Platz 9
| 8. August 2016 13:00 | Brasilien | 33 : 5 | Japan | Deodoro, Rio de Janeiro Schiedsrichter: Alhambra Nievas (Spanien) |
| 8. August 2016 13:00 | Bericht   |        |       | Deodoro, Rio de Janeiro Schiedsrichter: Alhambra Nievas (Spanien) |

#### Viertelfinale
| 7. August 2016 17:00 | Australien | 24 : 0 | Spanien | Deodoro, Rio de Janeiro Schiedsrichter: Jess Beard (Neuseeland) |
| 7. August 2016 17:00 | Bericht    |        |         | Deodoro, Rio de Janeiro Schiedsrichter: Jess Beard (Neuseeland) |

| 7. August 2016 17:30 | Kanada  | 15 : 5 | Frankreich | Deodoro, Rio de Janeiro Schiedsrichter: Amy Perrett (Australien) |
| 7. August 2016 17:30 | Bericht |        |            | Deodoro, Rio de Janeiro Schiedsrichter: Amy Perrett (Australien) |

| 7. August 2016 18:00 | Großbritannien | 26 : 7 | Fidschi | Deodoro, Rio de Janeiro Schiedsrichter: Alhambra Nievas (Spanien) |
| 7. August 2016 18:00 | Bericht        |        |         | Deodoro, Rio de Janeiro Schiedsrichter: Alhambra Nievas (Spanien) |

| 7. August 2016 18:30 | Neuseeland | 5 : 0 | Vereinigte Staaten | Deodoro, Rio de Janeiro Schiedsrichter: Rasta Rasivhenge (Südafrika) |
| 7. August 2016 18:30 | Bericht    |       |                    | Deodoro, Rio de Janeiro Schiedsrichter: Rasta Rasivhenge (Südafrika) |

#### Spiele um Platz 5 bis 8
| 8. August 2016 13:30 | Spanien | 12 : 24 | Frankreich | Deodoro, Rio de Janeiro Schiedsrichter: James Bolabiu (Fidschi) |
| 8. August 2016 13:30 | Bericht |         |            | Deodoro, Rio de Janeiro Schiedsrichter: James Bolabiu (Fidschi) |

| 8. August 2016 14:00 | Fidschi | 7 : 12 | Vereinigte Staaten | Deodoro, Rio de Janeiro Schiedsrichter: Jess Beard (Neuseeland) |
| 8. August 2016 14:00 | Bericht |        |                    | Deodoro, Rio de Janeiro Schiedsrichter: Jess Beard (Neuseeland) |

#### Spiel um Platz 7
| 8. August 2016 17:30 | Spanien | 21 : 0 | Fidschi | Deodoro, Rio de Janeiro Schiedsrichter: Beatrice Benvenuti (Italien) |
| 8. August 2016 17:30 | Bericht |        |         | Deodoro, Rio de Janeiro Schiedsrichter: Beatrice Benvenuti (Italien) |

#### Spiel um Platz 5
| 8. August 2016 18:00 | Frankreich | 5 : 19 | Vereinigte Staaten | Deodoro, Rio de Janeiro Schiedsrichter: Sara Cox (England) |
| 8. August 2016 18:00 | Bericht    |        |                    | Deodoro, Rio de Janeiro Schiedsrichter: Sara Cox (England) |

#### Halbfinale
| 8. August 2016 14:30 | Australien | 17 : 5 | Kanada | Deodoro, Rio de Janeiro Schiedsrichter: Rasta Rasivhenge (Südafrika) |
| 8. August 2016 14:30 | Bericht    |        |        | Deodoro, Rio de Janeiro Schiedsrichter: Rasta Rasivhenge (Südafrika) |

| 8. August 2016 15:00 | Großbritannien | 7 : 25 | Neuseeland | Deodoro, Rio de Janeiro Schiedsrichter: Amy Perrett (Australien) |
| 8. August 2016 15:00 | Bericht        |        |            | Deodoro, Rio de Janeiro Schiedsrichter: Amy Perrett (Australien) |

#### Spiel um Platz 3
| 8. August 2016 18:30 | Kanada  | 33 : 10 | Großbritannien | Deodoro, Rio de Janeiro Schiedsrichter: Amy Perrett (Australien) |
| 8. August 2016 18:30 | Bericht |         |                | Deodoro, Rio de Janeiro Schiedsrichter: Amy Perrett (Australien) |

#### Finale
| 8. August 2016 19:00 | Australien | 24 : 17 | Neuseeland | Deodoro, Rio de Janeiro Schiedsrichter: Alhambra Nievas (Spanien) |
| 8. August 2016 19:00 | Bericht    |         |            | Deodoro, Rio de Janeiro Schiedsrichter: Alhambra Nievas (Spanien) |

### Abschlussplatzierungen
| Rang | Team               |
| ---- | ------------------ |
|      | Australien         |
|      | Neuseeland         |
|      | Kanada             |
| 4    | Großbritannien     |
| 5    | Vereinigte Staaten |
| 6    | Frankreich         |
| 7    | Spanien            |
| 8    | Fidschi            |
| 9    | Brasilien          |
| 10   | Japan              |
| 11   | Kenia              |
| 12   | Kolumbien          |

### Medaillengewinnerinnen
| Olympiasieger Australien | Nicole Beck, Charlotte Caslick, Emilee Cherry, Chloe Dalton, Gemma Etheridge, Ellia Green, Shannon Parry, Evania Pelite, Alicia Quirk, Emma Tonegato, Amy Turner, Sharni Williams              |
| Silber Neuseeland        | Shakira Baker, Kelly Brazier, Gayle Broughton, Theresa Fitzpatrick, Sarah Goss, Huriana Manuel, Kayla McAlister, Tyla Nathan-Wong, Terina Te Tamaki, Ruby Tui, Niall Williams, Portia Woodman  |
| Bronze Kanada            | Brittany Benn, Hannah Darling, Bianca Farella, Jennifer Kish, Ghislaine Landry, Megan Lukan, Kayla Moleschi, Karen Paquin, Kelly Russell, Ashley Steacy, Natasha Watcham-Roy, Charity Williams |